# I Believe I Can Fly
Singles de R. Kelly
I Can't Sleep Baby (If I)
(juillet 1996) Gotham City
(juillet 1997)
I Believe I Can Fly est le 1er single extrait du 4e album (R.) de l’artiste américain R. Kelly, qui l’a écrit et produit en 1995.
Ce titre figure également sur la bande originale du film Space Jam, sorti en 1996.

## Thème de la chanson
Avec I Believe I Can Fly, R. Kelly a mis de côté son dévot pour la luxure qu’il avait l’habitude d’explorer de façon plus ou moins explicite jusqu’alors.
Le thème de la chanson tourne autour de l’espoir, le chanteur démarrant ses couplets par des phrases, des pensées négatives, pour faire évoluer son sentiment jusqu’à reprendre espoir.

## Récompenses
La chanson a remporté 3 Grammy Awards pour meilleure chanson R&B (en tant que compositeur), meilleure BO et meilleure performance vocale masculine R&B. 
Elle fut sacrée 406e meilleure chanson de tous les temps par le magazine Rolling Stone.
I Believe I Can Fly  reste à ce jour la chanson la plus célèbre de R. Kelly.
Ce titre a été certifié disque de platine aux États-Unis (1 000 000).

## Charts
Aux États-Unis, I Believe I Can Fly est resté 16 semaines dans le Top 10 dont 4 semaines consécutives scotchées à la 2e place.  C’est Un-Break My Heart de Toni Braxton qui l’a empêché de lui donner son 2e n°1 au Billboard Hot 100.
Au Royaume-Uni, la chanson a rencontré un vif succès, devenant le 1er titre de R. Kelly à être n°1. Elle totalise 10 semaines dans le Top 10.
En France, le titre est le 1er classé du chanteur. Il est certifié disque d’Argent (125 000). Les ventes réelles sont estimées à 88 000.
| Classements / Pays (1996) | Meilleure position |
| ------------------------- | ------------------ |
| Billboard Hot 100         | 2                  |
| Top R&B                   | 1 (6 semaines)     |
| UK Singles Chart          | 1 (3 semaines)     |
| France                    | 17                 |
| Allemagne                 | 3                  |
| Australie                 | 24                 |
| Autriche                  | 2                  |
| Belgique                  | 5                  |
| Norvège                   | 2                  |
| Nouvelle-Zélande          | 1 (2 semaines)     |
| Pays-Bas                  | 2                  |
| Suède                     | 11                 |
| Suisse                    | 1 (6 semaines)     |